# コスモ (犬)
コスモ(Cosmo)は、アメリカで俳優活動を行っているジャック・ラッセル・テリアである。『ホテル・バディーズ ワンちゃん救出大作戦』『人生はビギナーズ』といった映画で知られる。

## 経歴
コスモは2007年、オレンジ郡の保護施設で調教師に見い出された。この調教師は『そりゃないぜ!? フレイジャー』でエディ役を演じたムースを訓練した人物である。またコスモはアジリティに出ていた犬で、当時4歳か5歳であった。引き取られた当時のコスモは物怖じし自信なげな態度であったが、人なつっこく陽気な性格であった。
2009年公開の映画『ホテル・バディーズ ワンちゃん救出大作戦』ではフライデー役を演じ、映画初出演を果たした。内緒で犬をかくまううち、隠し場所に犬がどんどん増えていくという物語で、映画には全部で70匹もの犬が登場する。フライデーは隠し場所を作るきっかけとなった犬で、フライデーを演じたコスモを映画プロデューサーのアイヴァン・ライトマンがお気に入りの犬として挙げている。この年『モール★コップ』にも出演した。
2010年に撮影された映画『人生はビギナーズ』ではアーサー役を演じた。アーサーは主人公が父から譲られ、主人公の話し相手となる犬である。この設定は監督で、脚本も担当したマイク・ミルズの実体験に基づいており、ミルズが実際に飼っていた犬に似るよう、コスモは体毛を染められて出演した。主人公が室内をアーサーに紹介する場面では、撮影の関係で調教師は入室できず、主人公を演じたユアン・マクレガーとコスモだけで演技をしたが、コスモはマクレガーの語りかけに応じてこの場面を自然に演じた。コスモが気に入ったマクレガーは、コスモを譲ってほしいと調教師に頼んだが、実現しなかった。マクレガーは代わりになる犬を探していたが、撮影最終日にようやく見つかり、シド(Sid)という名の雑種のプードルを飼い始めた。